# Alle (Zwitserland)
Alle is een gemeente en plaats in het Zwitserse kanton Jura, en maakt deel uit van het district Porrentruy.
Alle telt 1.658 inwoners.

## Geboren
- Kathy Leander (1963), zangeres